# سیارک ۲۵۴۷۸
سیارک ۲۵۴۷۸ (به انگلیسی: 25478 Shrock، نامگذاری:1999XR45) بیست و پنج هزار و چهارصد و هفتاد و هشتمین سیارک کشف شده‌است که در ۷ دسامبر ۱۹۹۹ کشف شد.
قدر مطلق سیارک برابر ۱۰.۷ است.